# Геологія М'янми

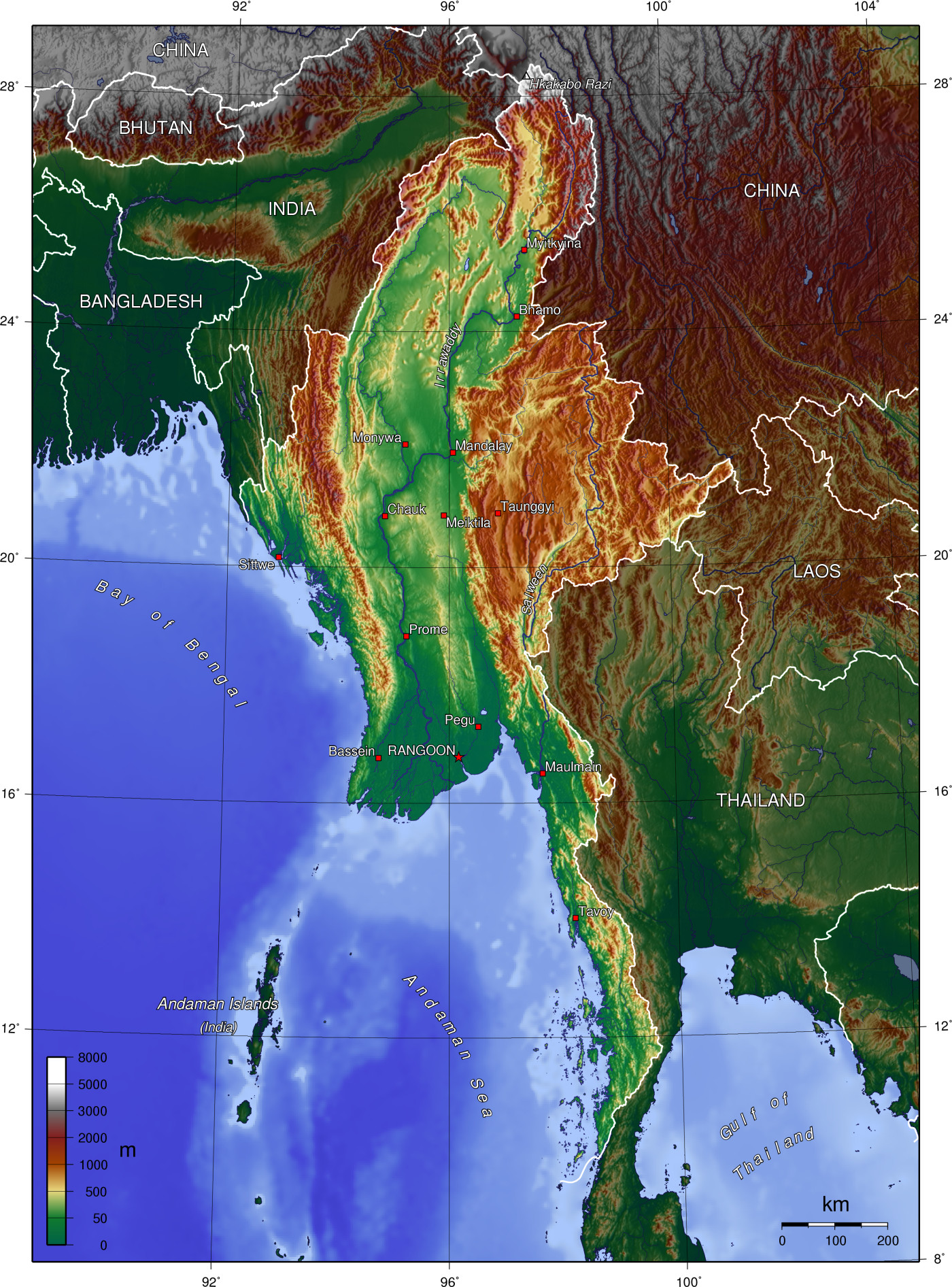
Рельєф М'янми

М'янма — держава в південно-східній частині Азії, що межує на заході з Індією і Бангладеш, на півночі з Китаєм, на сході з Таїландом і Лаосом, на півдні омивається водами Індійського океану.

## Геологічна будова
М'янма лежить в східній частині Альпійсько-Гімалайського геосинклінального поясу.
- Західна М'янма являє собою альпійський складчастий пояс Аракан-Йома (Ракхайн), складений вапняками, пісковиками і глинистими сланцями крейдового періоду потужністю до 4 км; глинами і пісковиками палеогену до 6 км з невеликими тілами ультрамафітових порід і базальтів на східних схилах[2][3]. Це гірські хребти Кумун, Паткай, Аракан-Йома[1].
- Південно-західна М'янма займає Араканський крайовий прогин, складений кайнозойськими моласовимі відкладами[2][3].
- Центральна М'янма — це Іравадійська рівнина, що розташовується в грабені Іраваді, який заповнений комплексною палеоген-плейстоценовою товщею континентальних, річкових, озерних і морських відкладень потужністю до 11 км[3]. Уздовж центральної осі грабена в еоцені й плейстоцені утворився ряд вулканічних підіймань андезитового характеру (хребет Пегу)[2].
- Складчастий пояс Шанського нагір'я Східної М'янми утворюють докембрійські ортогнейси, слабкометаморфизовані вапняки і уламкові породи палеозою[3]. Мезозойські теригенні відклади заповнюють окремі грабени. Осадові товщі часто прорвані гранітами і гранодіоритами, віком від молодих четвертинних, до, місцями, докембрійських; зустрічаються окремі неки ріолітів[2].
- Північно-східна М'янма — це невисокі Тенасеримські гірські хребти (Танінтаї) складена метаморфічними породами докембрію, ультраосновними і гранітоїдними інтрузіями, лужними серіями[2].

## Корисні копалини
М'янма володіє великими запасами різноманітних корисних копалин. У 1990-х роках Управління пошуково-знімальних і геологорозвідувальних робіт М'янми провело картування до 77% площі країни, було встановлено понад 40 нових рудопроявів.
На заході М'янми з ультрамафітами пов'язані прояви хромітів, нікелю, платини, міді та заліза.
У грабені Іраваді, у центральній частині країни, розвідані поклади нафти, природного газу та кам'яного вугілля; з вулканітами осьової частини грабену пов'язані мідно-порфірові родовища.
На сході М'янми розвідані рудні родовища олова, вольфраму, сурми, свинцю, цинку, флюориту, бариту, міді, мангану. На південному-сході до виходів ультрамафітів приурочені родовища руд хрому, міді, заліза, мангану, жадеїту; з докембрійськими породами і лужними інтрузіями пов'язані поклади золота, дорогоцінного каміння; з гранітами — родовища руд свинцю, цинку, молібдену.

## Сейсмічність
Для території М'янми властива висока сейсмічність, до 9 балів (за 12-бальною шкалою). Глибина гіпоцентрів землетрусів змінюється зі сходу на захід від 150 до 30 км. Найбільший землетрус зафіксований в 1931 році в районі міста Камайн.

## Гідрогеологія
У зоні гірських хребтів та нагір'їв розвинені тріщинуваті, тріщинувато-жильні та карстові прісні підземні води, що живлять численні джерела й струмки. У цій зоні найбільш водоносними є закарстовані вапняки з дебітом джерел 100–1000 л/с.
У широко поширених на поверхні верхньоміоцен-пліоценових відкладах розвинені солонуваті (1-5 г/л), рідше прісні води. У центральній частині грабена Іраваді розвинена, так звана «посушлива зона», де спостерігається різкий дефіцит атмосферних опадів (особливо в травні — на початку червня), а по всьому геологічному профілю поширені солонуваті і солоні води. Найбільш перспективними для отримання прісної підземної води в цьому регіоні є алювіальні відкладення річок Іраваді, Салуїн, Сітаун, дебіти свердловин від 10 л/с.
У межах широкої дельти розвинені солонуваті води з мінералізацією від 1-10 г/л.

## Геологічна служба, наука, освіта
Геологічні й горні роботи в М'янмі проводяться під керівництвом Міністерства гірських справ, якому підпорядковані департаменти геологічної служби, розвідки корисних копалин, планування та інспекції, а також державні гірничо-видобувні корпорації. Країна співпрацює в галузі геолого-розвідувальних робіт з фахівцями Китаю та інших азійських країн.
Провідним геологічним науково-дослідним закладом слугує М'янмарський об'єднаний інститут прикладних досліджень (англ. Union of Myanmar Applied Research Institute), йому підпорядковується Департамент металургії та геологічних досліджень, а також відділі мінералогічних досліджень Центру атомної енергетики (англ. Atomic Energy Centre).
Професійні кадри геологів й гірників готують на відповідних кафедрах в університетах Янгона і Мандалая, в Технологічному інституті в Янгоні.
Наукові статті з геології друкуються в журналі «Наука і техніка» (англ. Science and Technology).